# Янь Фан
Янь Фан (кит. трад. 閻芳, упр. 阎芳, пиньинь Yán Fāng; 26 июля 1969, Пекин — 8 февраля 2020) — китайская софтболистка. Серебряный призёр летних Олимпийских игр 1996 года, участница летних Олимпийских игр 2000 года, трёхкратная чемпионка летних Азиатских игр 1990, 1994 и 1998 годов.

## Биография
Янь Фан родилась 26 июля 1969 года в китайском городе Пекин.
Играла в софтбол за Пекин.
В составе женской сборной Китая трижды выигрывала золотые медали софтбольных турниров летних Азиатских игр: в 1990 году в Пекине, в 1994 году в Хиросиме, в 1998 году в Бангкоке.
В 1996 году вошла в состав женской сборной Китая по софтболу на летних Олимпийских играх в Атланте и завоевала серебряную медаль. Провела 10 матчей.
В 2000 году вошла в состав женской сборной Китая по софтболу на летних Олимпийских играх в Сиднее, занявшей 4-е место. Провела 8 матчей.
В 2019 году передала 2 миллиона юаней из личных сбережений на создание Специального фонда софтбола Янь Фан Китайского национального спортивного фонда.
Умерла 8 февраля 2020 года после продолжительной борьбы с раком.

## Память
Введена во Всемирный зал славы софтбола.